# Mariposa
Mariposa – miasto w Stanach Zjednoczonych o statusie census-designated place, położone w centralnej części stanu Kalifornia. Według danych na rok 2010 miasto liczy 2173 mieszkańców. Miasteczko jest siedzibą władz administracyjnych hrabstwa Mariposa.

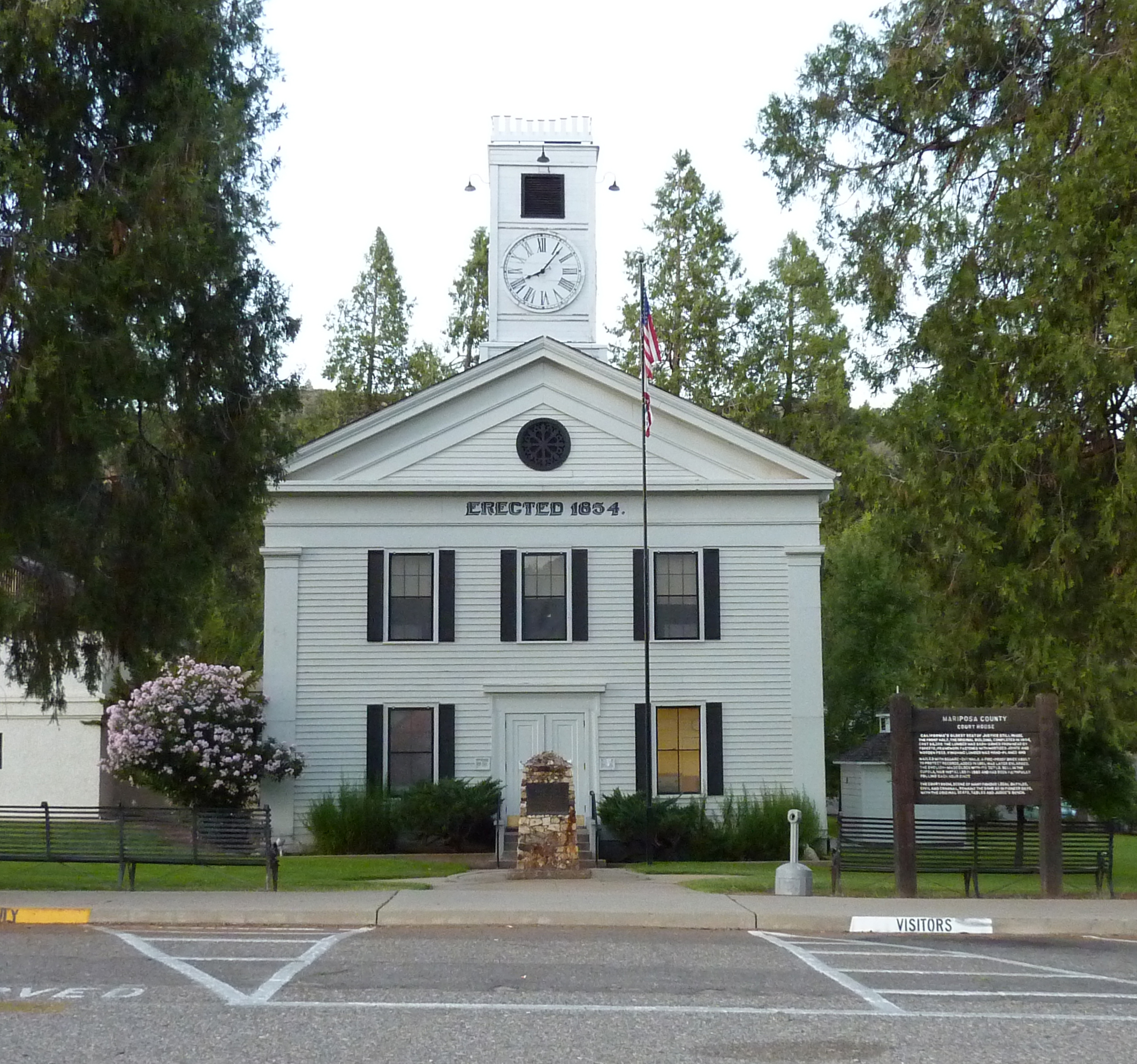
Budynek sądu w Mariposa

## Geografia
Według danych statystycznych U.S. Census Bureau miasto Mariposa zajmuje powierzchnię 33,361 km², z czego 33,282 km² stanowią lądy, a 0,078 km² (0,23%) to wody.

## Klimat
Według klasyfikacji klimatycznej usystematyzowanej przez Wladimira Köppena, miasto położone jest w klimacie śródziemnomorskim (Csa).

## Demografia

### 2000
Według spisu z 2000 roku w Mariposa mieszkało 1373 osób prowadzących 676 gospodarstw domowych, stanowiących 327 rodziny. Gęstość zaludnienia wynosiła wówczas 164,6 osób/km². W mieście zbudowanych było 754 budynków mieszkalnych (średnia gęstość zabudowań mieszkalnych to 90,4 domu/km²).
Spośród 676 gospodarstw domowych:
- 21,6% zamieszkują rodziny z dziećmi poniżej 18. roku życia
- 31,4% stanowią małżeństwa mieszkające razem
- 13,6% stanowią kobiety nie posiadające męża
- 51,5% stanowią osoby samotne

47,6% wszystkich gospodarstw domowych składa się z jednej osoby, a 27,1% żyjących samotnie jest w wieku 65 lat lub starszych. Średnia wielkość gospodarstwa domowego wynosi 1,97 osoby, a średnia wielkość rodziny to 2,77 osoby.
Średni roczny dochód dla gospodarstwa domowego w Mariposa wynosi 18 144 dolarów, a średni roczny dochód dla rodziny wynosi 27 344 dolary. Średni roczny dochód mężczyzn to 26 771 dolary, zaś kobiet to 26 635 dolarów. Dochód roczny na osobę w mieście wynosi 22 436 dolarów. 28,0% rodzin, a zarazem 24,0% mieszkańców żyje poniżej relatywnej granicy ubóstwa, w tym 34,5% osób w wieku poniżej 18 lat i 5,5% mieszkańców powyżej 65. roku życia.
Wiek mieszkańców
Podział mieszkańców ze względu na wiek:
- <18 − 20,6%
- 18-24 − 8,2%
- 25-44 − 23,2%
- 45-64 − 21,0%
- >65− 27,0%

Średnia wieku mieszkańców: 44 lata.
Na każde 100 kobiet przypada 80,4 mężczyzn (zaś na 100 kobiet powyżej 18. roku życia przypada 78,7 mężczyzn).
Rasa mieszkańców
Podział mieszkańców ze względu na rasę:
- rasa biała - 86,8%
- rasa czarna lub Afroamerykanie - 0,6%
- rdzenni mieszkańcy Ameryki - 6,3%
- Azjaci - 0,9%
- inna rasa - 1,8%
- ludność dwóch lub więcej ras - 3,6%
- Hiszpanie lub Latynosi - 5,8%

### 2010
Według spisu z 2010 roku w Mariposa mieszkało 2173 osób. Gęstość zaludnienia wynosiła wówczas 65,1 osób/km².
Spośród 1013 gospodarstw domowych:
- 23,4% zamieszkują rodziny z dziećmi poniżej 18. roku życia
- 36,0% stanowią małżeństwa mieszkające razem
- 13,8% stanowią kobiety nie posiadające męża
- 3,9% stanowią mężczyźni nie posiadający żony
- 5,9% stanowią związki partnerskie
- 0,2% stanowią homoseksualne związki partnerskie

40,8% wszystkich gospodarstw domowych składa się z jednej osoby, a 23,2% żyjących samotnie jest w wieku 65 lat lub starszych. Średnia wielkość gospodarstwa domowego wynosi 2,07 osoby, a średnia wielkość rodziny to 2,77 osoby.
Wiek mieszkańców
Podział mieszkańców ze względu na wiek:
- <18 − 20,0%
- 18-24 − 6,0%
- 25-44 − 17,9%
- 45-64 − 29,0%
- >65− 27,1%

Średnia wieku mieszkańców: 49,3 lata.
Na każde 100 kobiet przypada 85,7 mężczyzn (zaś na 100 kobiet powyżej 18. roku życia przypada 83,4 mężczyzn).
Rasa mieszkańców
Podział mieszkańców ze względu na rasę:
- rasa biała - 87,2%
- rasa czarna lub Afroamerykanie – 0,5%
- rdzenni mieszkańcy Ameryki - 4,8%
- Azjaci - 1,4%
- rdzenni mieszkańcy wysp Pacyfiku - 0,0%
- inna rasa - 2,7%
- ludność dwóch lub więcej ras - 3,4%
- Hiszpanie lub Latynosi - 9,9%

Ze spisu wynika, że 2098 mieszkańców Mariposy (96,5%) zamieszkiwało w domach prywatnych, 12 osób (0,6%) mieszkało w ośrodkach niemających statusu instytucji publicznej, zaś 63 (2,9%) zamieszkuje w ośrodkach mających status instytucji publicznej.